# キャデラック・CT5
CT5は、GMが製造、キャデラックブランドで販売されている自動車である。

## 概要
CT5はCTSの後継として2019年4月にニューヨークモーターショーにて初公開された。キャデラックの新戦略による一環として新しいネーミング方法を採用した。また、世界初の半自動運転システム「スーパークルーズ」を搭載しており、2,500ドルのスーパークルーズパッケージに含まれている。グレードはラグジュアリー、プレミアムラグジュアリー、スポーツ、Vが設定される。
エンジンは最高出力237hp（177kW; 240PS）/5,000rpmで最大トルク258lb⋅ft（350N⋅m; 36kg⋅m）/1,500-4,000rpmを発揮する2.0L LSY直列4気筒ターボエンジン、最高出力335hp（250kW; 340PS）で最大トルク405lb⋅ft（549N⋅m; 56kg⋅m）を発揮する3.0L LGYV型6気筒ツインターボエンジンが設定される。

トランスミッションは10速ATが搭載されている。
CT5は2019年に米国で36,895ドル（約552万円）の価格で販売が開始された。

### 日本での発売
2021年1月16日、国内導入が発表された。なお、日本市場に導入されるのは2.0L 直列4気筒DOHC16バルブインタークーラーターボガソリンエンジン搭載モデルの左ハンドル仕様車のみとなる。
2025年2月、国内販売終了。

### フェイスリフトモデル（2025年）

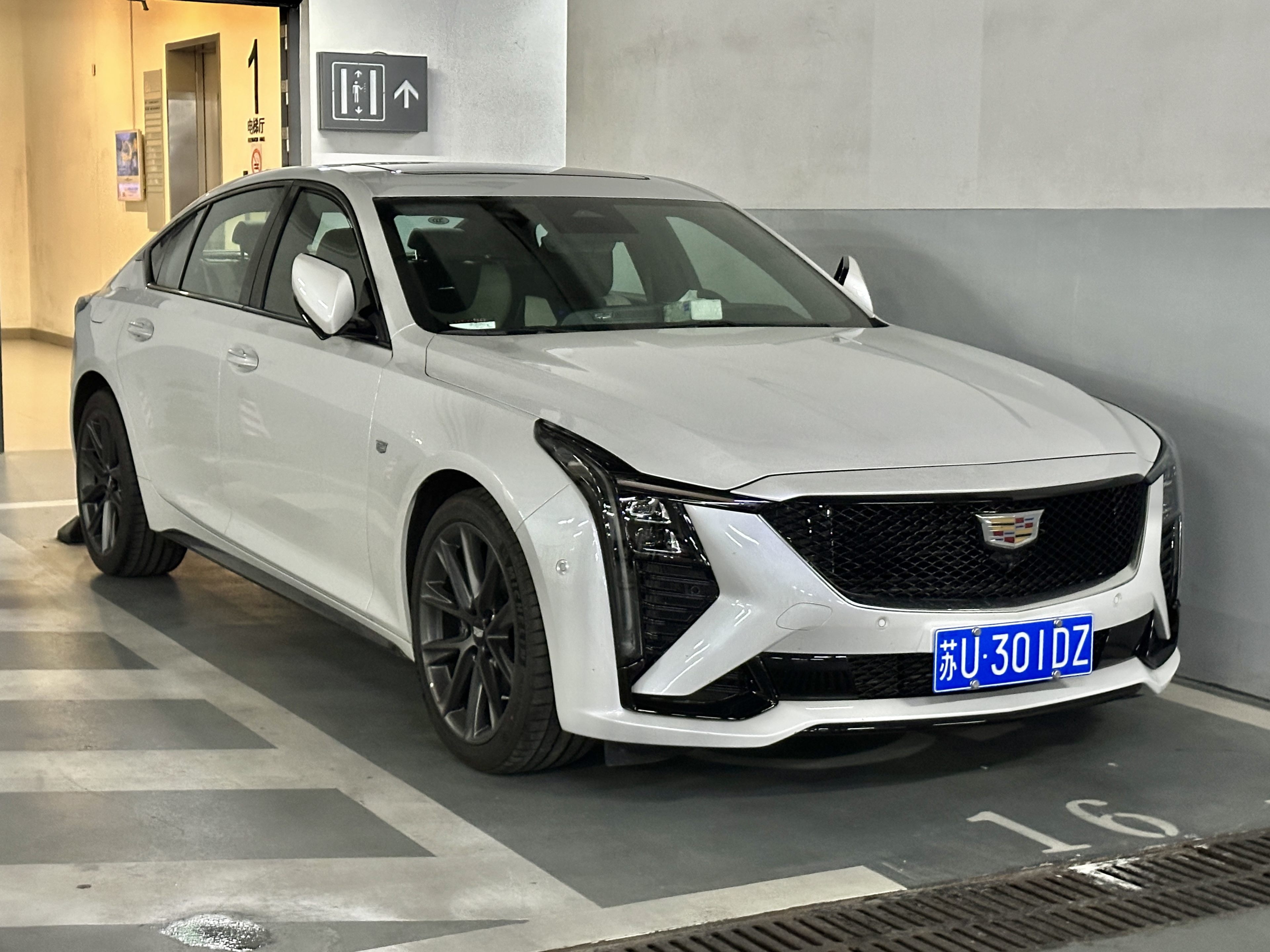
フェイスリフトモデル
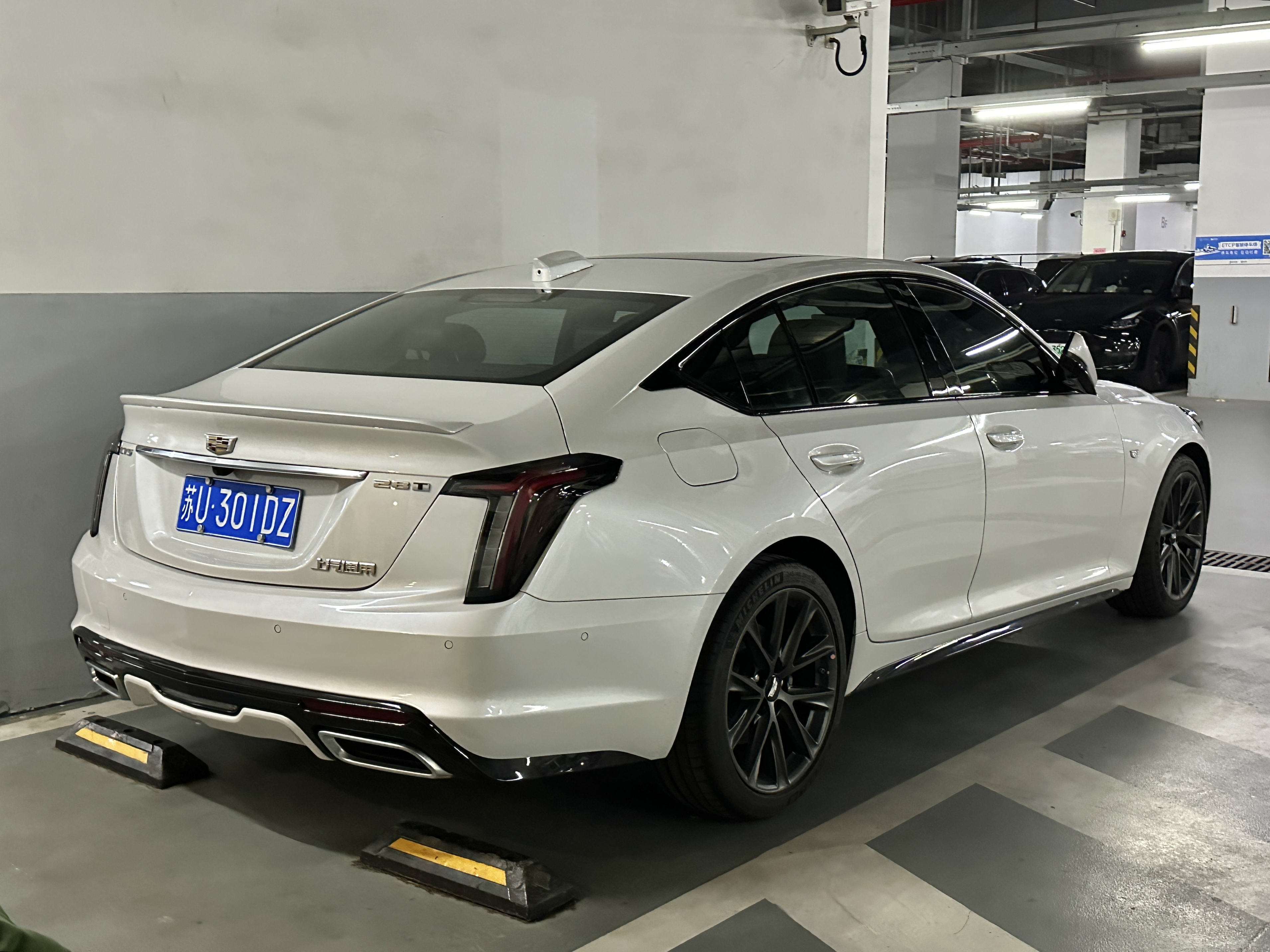
フェイスリフトモデル（リア）

CT5は2023年の北米国際オートショーフェイスリフトモデルが発表され、2023年12月に中国で発売された。

## CT5-V

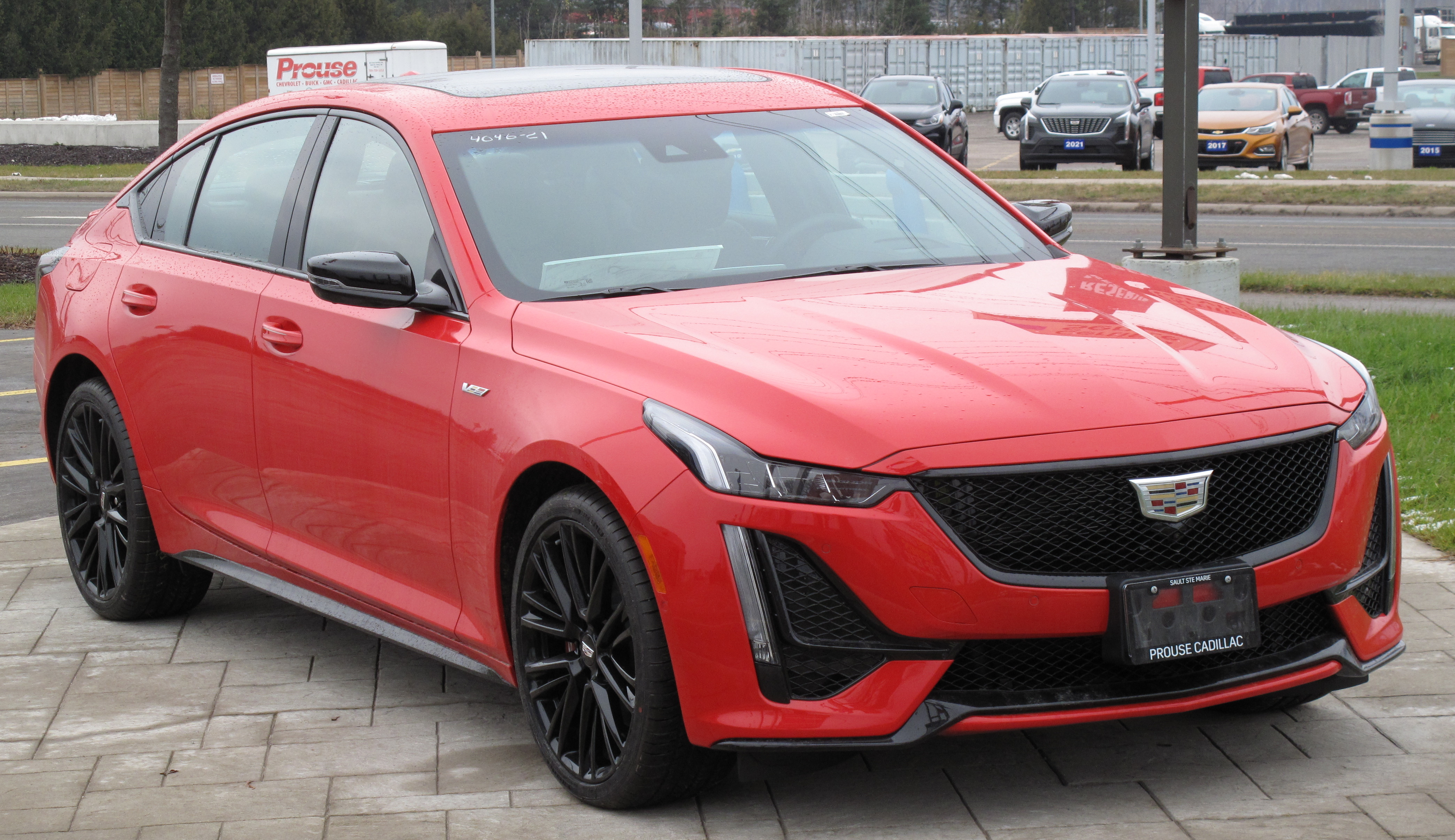
CT5-V
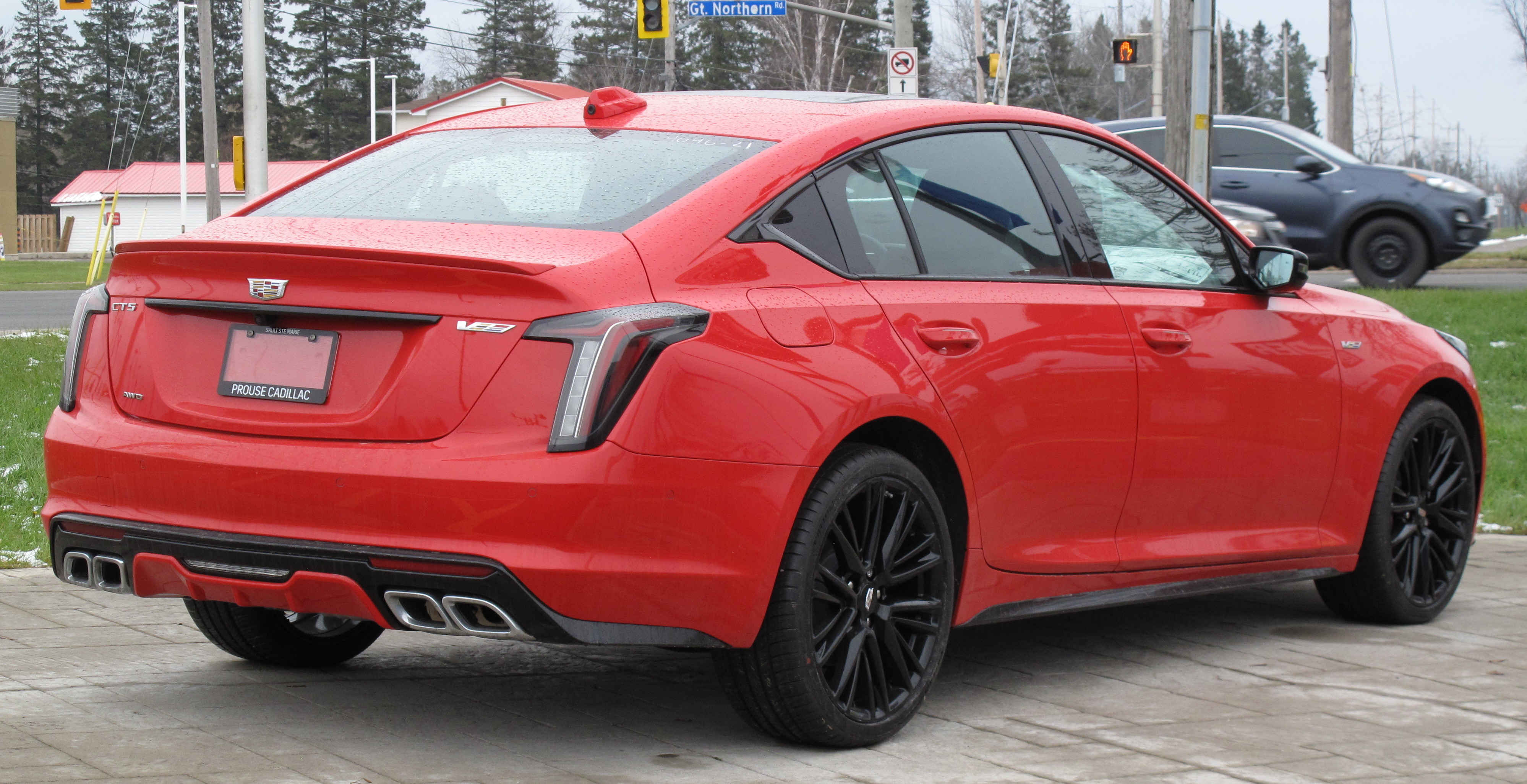
CT5-V（リア）

CT5-VはCTS-V SportとXTS-V Sportに代わるモデルとして、2019年5月30日にCT4-Vと同時に発表された。エンジンは最高出力360hp（268kW; 365PS）/5,400rpm、最大トルク405lb⋅ft（549N⋅m; 56kg⋅m）/2,350-4,000rpmを発揮する3.0L LGYツインターボV型6気筒が設定されている。

米国での2020年の開始価格は47,695ドル（約713万円）に設定された。

## CT5-Vブラックウィング

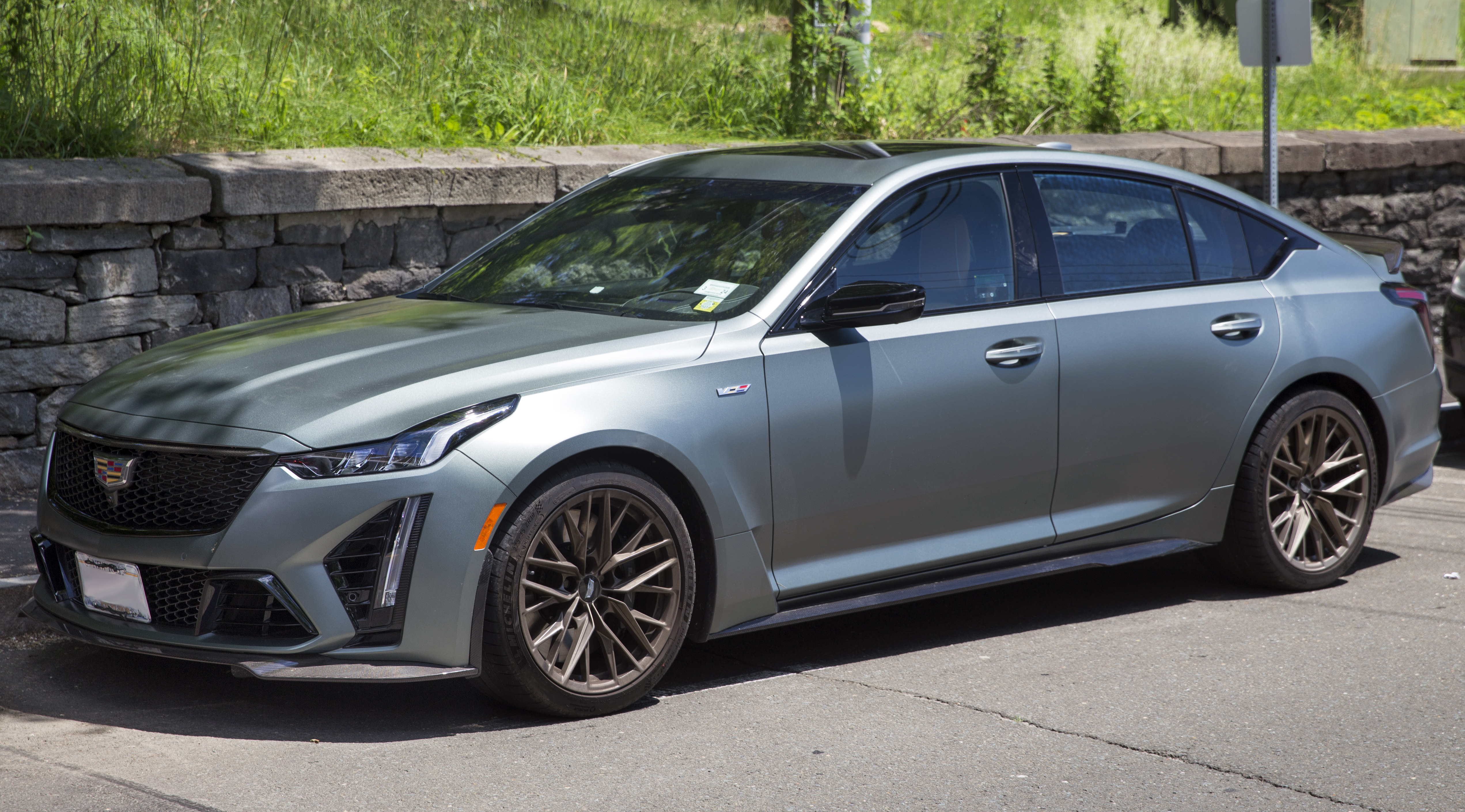
CT5-V ブラックウィング
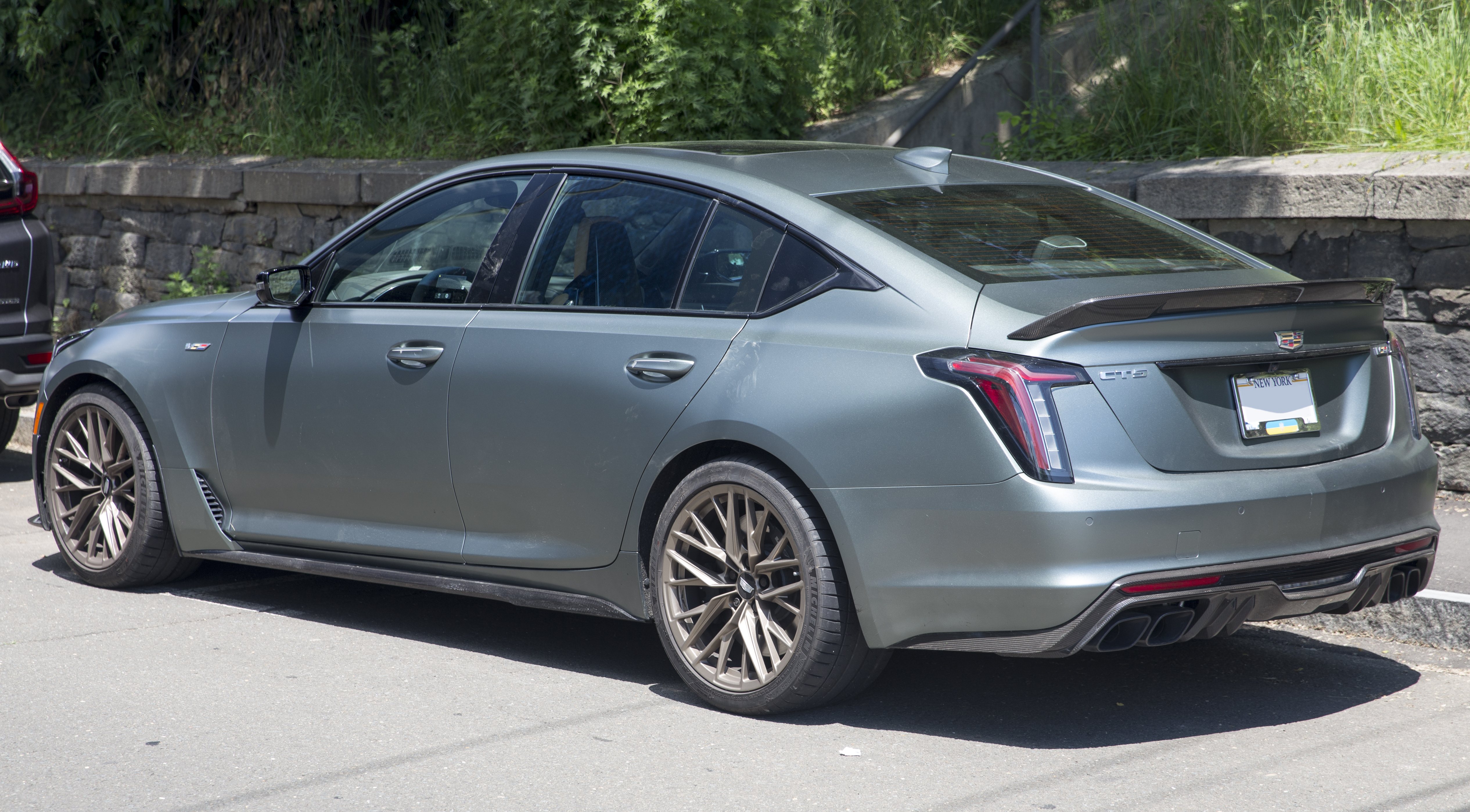
CT5-V ブラックウィング（リア）

CT5-V ブラックウィングは2021年2月1日、CT5の高性能版として米国で発表された。
最高出力668hp（498kW; 677PS）、最大トルク659lb⋅ft（893N⋅m; 91kg⋅m）を発揮するLT4型スモールブロックこと6.2L V型8気筒スーパーチャージャーエンジンが搭載され、トランスミッションは6速MTが標準装備、オプションで10速ATも選ぶことができる。
CT5-V ブラックウィングの0-60 mph（0-97km/h）のタイムは3.4秒、10速ATの最高速度は336km/h（209 mph）と発表されている。発売後、キャデラックは、CT5-V ブラックウィングとCT4-V ブラックウィングが最後のガソリン駆動Vモデルになると発表した。
CT5-V ブラックウィングにはブレンボ製のカーボンセラミックブレーキも設定され、通常の鋳鉄ブレーキシステムよりも約29kg（64ポンド）軽量である。また、キャデラックがカーボンセラミックブレーキパッケージを提供したのはこれが初めてとなる。